# Rigoberto Ávila Ordóñez
Rigoberto Ávila Ordóñez (Buenaventura, Chihuahua; 21 de febrero de 1956) es un político mexicano, fue alcalde Interino de Coyoacán, electo por el Congreso de la Ciudad de México.

## Biografía
Perteneció al grupo fundador en Ciudad Juárez de la Liga Comunista 23 de Septiembre, una organización guerrillera marxista-leninista, donde realizó actos violentos para promover los ideales de la organización subversiva.
En el Gobierno de la Ciudad de México tuvo distintos encargos entre los que se encuentran: secretario particular, de 1997 a 1999 de la Secretaría de Gobierno de la Ciudad de México y de 1999 a 2000, secretario particular adjunto en la Jefatura de Gobierno. En 2012, Director Ejecutivo de Justicia Cívica de la Consejería Jurídica y Servicios Legales del Gobierno de la Ciudad. En 2015, Director del Instituto de Asistencia e Integración Social de la Secretaría de Desarrollo Social, de 2016 a 2018, director general del Instituto para la Atención de los Adultos Mayores de la Ciudad de México.
Ocupó en dos ocasiones el cargo de Subsecretario de Gobierno en la Secretaría de Gobierno de la Ciudad de México, la primera en el gobierno de Alejandro Encinas Rodríguez  de 2005 a 2006; la segunda con José Ramón Amieva Gálvez como Jefe de Gobierno en 2018.
De 2019 al marzo de 2021 fue secretario particular de Ernestina Godoy Ramos en la Fiscalía General de Justicia de la Ciudad de México.
En el Partido de la Revolución Democrática: fue secretario técnico en la LVII Legislatura en el Senado de la República con esa fracción parlamentaria de las Elecciones Federales de México de 1997. De 2014 a 2015 fue representante del PRD ante el Instituto Electoral del Distrito Federal, para el Proceso Electoral Ordinario 2014 -2015.
De 2000 a 2003 fue director general de Jurídico y Gobierno en la delegación Tlalpan.